# كريستيان تراوري
كريستيان تراوري (18 أبريل 1982 بكوبنهاغن في الدنمارك - ) هو لاعب كرة قدم دانمركي في مركز الدفاع. لعب مع نادي راندرس ونادي كوبنهاغن ونادي لينغبي ونادي ميتييلاند ونادي هاماربي لكرة القدم وHønefoss BK ‏ ونادي كويه ‏ وHammarby IF ‏.

## وصلات خارجية
- كريستيان تراوري على موقع قاعدة بيانات كرة القدم.إي يو (الإنجليزية)
- كريستيان تراوري على موقع Soccerway.com (الإنجليزية)
- كريستيان تراوري على موقع عالم كرة القدم.نت (الإنجليزية)